# Mano Dayak
Mano Dayak (propriamente Mano ag Dayak, "Mano figlio di Dayak") (Tidene nell'Aïr (Niger), 1950 – Adrar Chirouet, 15 dicembre 1995) è stato un politico e portavoce dei Tuareg nigerino.

## Biografia
Mano Dayak, un Tuareg, nacque tra l'anno della grande siccità e l'anno dell'invasione di cavallette (cioè tra il 1949 e il 1950: i Tuareg non numerano gli anni ma danno loro un nome da un evento che li ha caratterizzati), nella località di Tidene nell'Aïr (Niger), e crebbe nel Sahara. Frequentò la scuola per nomadi e le superiori ad Agadez, dove strinse amicizia con volontari statunitensi dell'American Peace Corps che insegnavano inglese, nonché diversi altri missionari e volontari di ONG USA ed europei. Lavorò per qualche tempo con la United States Agency for International Development (USAID) a Niamey, e in seguito visitò gli Stati Uniti dove si iscrisse all'Università dell'Indiana e imparò perfettamente l'inglese. Preferì però poi trasferirsi a Parigi, dove si laureò in scienze politiche alla Sorbona. A Parigi sposò una francese, Odile, da cui ebbe in seguito due figli. Ritornato con lei ad Agadès, creò un'agenzia viaggi, per aiutare il proprio popolo e per far conoscere meglio al resto del mondo il modo di vita e le condizioni dei Tuareg.
Negli anni '70 conobbe a Parigi un giovane Thierry Sabine, diventandone ben presto amico e, soprattutto, fondamentale collaboratore nell'organizzazione della prima edizione della Parigi-Dakar, allora denominata "Oasis". Il ruolo di Dayak, stante la sua ineguagliabile conoscenza del deserto africano, era quello di individuare, assieme a Sabine, il percorso migliore per la gara: al termine di ogni edizione del famoso rally, questo impegno portava i due a trascorrere anche diversi mesi in terra africana allo scopo di preparare la gara dell'anno successivo. Per Dayak la collaborazione con Sabine fu cruciale soprattutto in virtù della visibilità, assolutamente senza precedenti, che la corsa garantì al popolo Tuareg (basti pensare che l'immagine adottata come simbolo distintivo del Rally Dakar fu il mezzobusto stilizzato dell'uomo che indossa la tagelmust, il copricapo tipico dei Tuareg). Questa collaborazione proseguì fino alla tragica scomparsa di Sabine, avvenuta nel corso dell'edizione 1986 della Dakar a causa di un incidente in elicottero. Proprio in quell'edizione, Dayak si schierò tra i concorrenti al via, con lo scopo mai nascosto di mantenere alta l'attenzione sulle condizioni del suo popolo, da sempre poco amato dal governo del Niger: concluse la corsa, affrontata con una Range Rover, al 26º posto assoluto.
Oltre a ciò, portò avanti l'attività dell'agenzia di viaggi e, parallelamente, continuò ad approfondire gli studi sulla propria cultura raccogliendo una ricca biblioteca personale, e continuando ad adoperarsi per farla conoscere al resto del mondo. Fu lui a coordinare tutte le riprese nel deserto di Il tè nel deserto di Bernardo Bertolucci nel 1990 (anche se su diversi punti dovette accondiscendere ai gusti "folkloristico-estetizzanti" del regista europeo, che presentavano in maniera distorta la reale vita dei Tuareg). In ogni modo, questo film fu il primo che fece vedere al pubblico europeo ed americano i volti e le voci reali di autentici Tuareg, molti dei quali erano familiari di Mano Dayak.

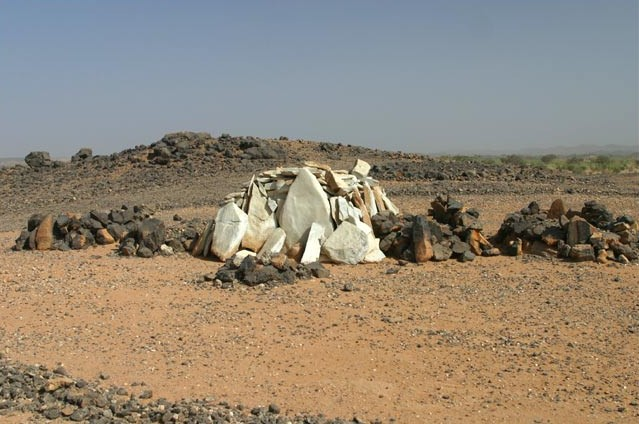
Tomba di Mano Dayak

Fu uno dei capi e negoziatori durante la rivolta dei Tuareg nel Niger negli anni '90. Dirigeva infatti la CRA (Coordination de la Résistance Armée), un "Coordinamento" unitario nato, per volontà sua e di Rhissa Ag Boula, dalla fusione di vari movimenti (il FLAA Front de Libération Armée de l'Azawak, l'ARLNN Armée Révolutionnaire du Nord Niger ed il FLT Front de Libération - Temoust) con lo scopo di costituire un movimento organizzato che disponesse di un numero apprezzabile di effettivi (tra 600 e 1000 combattenti) e di una rappresentatività della maggioranza dei Tuareg, in grado di permettere l'apertura di serie trattative con le autorità del governo, che venne così costretto a riconoscere il movimento.
Mano Dayak morì insieme a due luogotenenti e al giornalista francese Hubert Lassier mentre si apprestava a raggiungere Niamey per le trattative di pace col governo del Niger: in fase di decollo, il Cessna sul quale si erano imbarcati esplose improvvisamente. Sebbene una commissione internazionale concluse che si trattava di un incidente, molti sospettarono che vi fosse stato un atto di sabotaggio. La notizia della sua scomparsa fu accolta con dolore da tutti i Tuareg, indipendentemente dalla loro affiliazione politica, perché Mano Dayak, faticosamente, era riuscito a riunire tutte le tribù, dimostrando che operava nell'interesse di tutti i Tuareg e riuscendo a farsi notare dai media occidentali, contribuendo alla conoscenza della difficile situazione del suo popolo.

## Riconoscimenti
A Mano (Manu) Dayak è intitolato l'Aeroporto di Agadez, principale scalo aeroportuale nigerino.

## Opere
- Sono nato con la sabbia negli occhi, Bologna, Editrice Missionaria Italiana, 2005 ISBN 88-307-1235-3
- Tuareg. La tragedia, Bologna, EMI - Editrice Missionaria Italiana, 1995 ISBN 88-307-0545-4
- Tuareg. Il popolo del deserto, Bologna, EMI - Editrice Missionaria Italiana, 2006 (Nuova edizione, accresciuta, del titolo precedente) ISBN 88-307-1527-1